# شالح بن هدلان
شالح بن حطاب بن هدلان شاعر شعبي، وأحد فرسان وشيوخ قبائل الخنافر من قحطان، وقد اشتهر بفروسيته وبرثاء ابنه ذيب، وعاش إلى عام 1340هـ (1922م).

## حياته
كان شالح بن هدلان من أمراء قحطان، وفي إحدى السنوات قُتل ابنه ذيب على يد صياد في أحد الأودية،وأثر ذلك في نفسه كثيراً ، فذيب لم يكن ابنه فحسب، بل أحد الفرسان الشجعان الذين في فقدانهم خسارة عظيمة للقبيلة، ولشالح قصائد كثيرة يرثي فيها ابنه، ولكن لهذه القصيدة مناسبة خاصة غير الرثاء، حيث سمعَ شالح أن رجلاً يدعى الهويدي فقد طيراً له وراح يطلبه، ويتحسّر عليه، فأرسل له هذه القصيدة التي يقول فيها:
إن كان تنشد يا الهويدي عن الطير ** الطير والله يا الهويدي غدا لي
طيري عذاب معسكرات المسامير ** إن حل عند قطيْهنّ الجفالي
إن جا نهار(ن) فيه شر(ن) بلا خير ** وغدا لهن عند الطريح اجتوالي
إن دبرن خيل وخيل مناحير ** وغدن مثل مخزمات الجمالي
على الرمك صيده عيال مناعير ** وشره على نشر الحريب الموالي
يضحك ليا صكت عليه الطوابير ** طير السعد قلبه من الخوف خالي
خيالنا وإن عرجدنّ المظاهير ** وزيزوم عيرات(ن) طواها الحيالي
غيث لنا وإن جت ليالي المعاسير ** وبالشح ريف(ن) للضعوف الهزالي
يسقي ثراه من الروايح مزابير ** تمطر على قبر(ن) سكن فيه غالي
فلما وصلت الأبيات للهويدي، علم أن شالح يقصد ابنه ذيباً بـ (طيره)، وأن حزنه لم يكن في محله، فصرف نظره عن البحث عن الطير.